# Notoungulata
Notoungulata jsou skupinou kopytníků, která obývala Jižní Ameriku v průběhu třetihor a čtvrtohor.

## Časové zařazení
První nálezy jsou z doby před asi 60 miliony let, k vyhynutí skupiny došlo na konci pleistocénu (před více než 10000 lety). Postupný úpadek skupiny však začal již v miocénu, velký podíl na něm mělo spojení Severní a Jižní Ameriky a následná výměna organismů – tzv. velká americká výměna.

## Znaky
Zástupci měli často kopyta, která byla na noze s pěti, nebo u odvozenějších skupin s třemi prsty. Osa nohy téměř vždy procházela prostředním prstem, avšak u některých zástupců skupiny Typotheria procházela mezi prsty, takže tito zástupci byli funkčně sudokopytní. Na lebce je znakem této skupiny uspořádání dutin ucha (bubínková dutina je propojena s velkým epitympanálním sinem a často i hypotympanálním sinem). Stoličky bývají loxodontního tvaru.

## Zástupci
Asi nejznámější skupinou jsou toxodonti (Toxodontidae). Šlo o velké (až velikosti nosorožce) herbivory, kteří se živili spásáním. Měli robustní tělo a pětiprsté nohy. Mezi zástupce této skupiny patří například rody Toxodon, Mixotoxodon, Ponanaskytherium či Nesodon.
Další významnou skupinou jsou Typotheria, což byli savci malého až středního vzrůstu. Někteří zástupci (skupina Mesotheriidae) připomínali hlodavce, jelikož měli vpředu pouze zuby dlátovitého tvaru.
Vnitřní skupinou Typotherií je skupina Hegetotheriidae, u které došlo k prodloužení zadních nohou a živočichové tak připomínali zajíce. Příkladem rodů této skupiny jsou Hegetotherium, Prosotherium, Paedotherium či Pachyrukhos.

## Fylogenetické postavení
Postavení Notoungulat v rámci savců je vzhledem k nemožnosti provedení fylogenetických analýz s daty o sekvencích DNA nejisté, byli však příbuzní s dalšími řády vymřelých jihoamerických kopytníků, zejména s Litopterny, ale také s Astrapotherii, Pyrotherii a Xenungulaty. Těchto pět řádů vymřelých jihoamerických kopytníků se často společně klasifikuje jako klad Meridiungulata. Je pravděpodobné, že Meridiungulata, a tím i řád Notoungulata, tvořil sesterskou skupinu lichokopytníků. Méně pravděpodobná je možnost, že byli více příbuzní skupině Afrotheria.

## Fylogenese skupiny
Mimo několika bazálních skupin se skupina děli na dvě hlavní větve – Toxodontia a Typotheria. Toxodontia obsahují mimo Toxodontidae například skupiny Leontiniidae či Homalodotheriidae. Do Typotherií patří například Interatheriidae, Mesotheriidae či Hegetotheriidae.